# Heliura rhodocryptoides
Heliura rhodocryptoides är en fjärilsart som beskrevs av Max Wilhelm Karl Draudt 1931. Heliura rhodocryptoides ingår i släktet Heliura och familjen björnspinnare. Inga underarter finns listade i Catalogue of Life.